# Ekonazol
Az ekonazol (INN: econazole) helyi kezelésre szolgáló, imidazol szerkezetű széles spektrumú antimikotikum. Hatásos a dermatofitonok, sarjadzó- és penészgombák ellen. Kevert (gombás és egyes Gram-pozitív kórokozók okozta) bőrfertőzésekben is jól alkalmazható.

## Hivatalos formái
A VIII. Magyar Gyógyszerkönyvben az alábbi formákban hivatalos.
| Ekonazol        | Econazolum       |
| Ekonazol-nitrát | Econazoli nitras |

## Készítmények
- Pevaryl 1% krém (Janssen-Cilag)
- Gyno-Pevaryl hüvelykúp
- Pevaryl G hüvelykúp